# Murder, Inc.
Murder, Inc. (en español: Asesinato, Sociedad Anónima) fue un grupo del crimen organizado, activo entre 1929 y 1941, que actuó como brazo ejecutor de la Mafia ítaloestadounidense, la Mafia judía y otras organizaciones criminales vinculadas en Nueva York y otros lugares. El grupo estaba compuesto de gánsters judíos e ítaloestadounidenses, y sus miembros eran reclutados principalmente de vecindarios trabajadores pobres judíos e italianos en Manhattan (principalmente el Lower East Side) y Brooklyn (principalmente los barrios de Brownsville, East New York y Ocean Hill. Inicialmente estuvo encabezada por Louis "Lepke" Buchalter y luego por Albert "The Mad Hatter" Anastasia. Se piensa que Murder, Inc. fue responsable de entre 400 a mil asesinatos por encargo, hasta que el grupo fue expuesto en 1941 por su exmiembro Abe "Kid Twist" Reles. Murder, Inc. cometió cientos de asesinatos por encargo del Sindicato nacional del crimen durante 1929 y hasta 1941. En los juicios que siguieron, muchos miembros fueron arrestados y ejecutados, y Abe Reles murió luego de caer sospechosamente de una ventana. Thomas E. Dewey llegó a la fama primero como un fiscal que investigó a Murder, Inc. y otros casos del crimen organizado.

## Origen
La Banda Bugs and Meyer fue el predecesor de Murder, Inc. La banda fue fundada por los mafiosos judíos Meyer Lansky y Bugsy Siegel a principios de los años 1920. Después de la Guerra de los Castellammarenses y el asesinato del jefe de la Mafia Salvatore Maranzano y los demás llamados "Mustache Petes", que eran reticentes a cooperar con gánsters no italianos, el mafioso siciliano Charles "Lucky" Luciano creó la Comisión y empezó a cooperar de manera cercana con sus amigos Lansky y la mafia judía en general, estableciendo una alianza multiétnica (aunque principalmente italiana y judía) que eventualmente sería llamada el Sindicato nacional del crimen. Poco después, Siegel y Lansky disolvieron la banda y ayudaron a crear Murder, Inc..

## Métodos
Los miembros de Murder, Inc. eran gánsters italianos y judíos de las pandillas del Lower East Side y los vecindarios de Brooklyn de Brownsville, East New York, y Ocean Hill. Además de cometer crímenes en Nueva York y actuar como ejecutores del mafioso judío Louis "Lepke" Buchalter, ellos aceptaban cometer asesinatos a sueldo de parte de todos los jefes mafiosos de los Estados Unidos. En el libro The Valachi Papers (1969) de Peter Maas, el testigo Joe Valachi es descrito insistiendo en que Murder, Inc. no cometía crímenes para la Mafia, pero esto es contradicho por otras fuentes y por el hecho de que Albert Anastasia fue jefe de la familia criminal Gambino.
Basado en parte en la tienda de caramelos de Rosie "Midnight Rose" Gold ubicada en la esquina de las avenidas Saratoga y Livonia en Brooklyn, los sicarios de Murder Inc. utilizaban una variedad de armas, incluyendo picahielos, para asesinar a sus víctimas. Aunque el grupo tenía varios miembros, Harry "Pittsburgh Phil" Strauss fue el asesino más prolífico, cometiendo más de 100 asesinatos (algunos historiadores elevan el número a 500).
Los asesinos recibían un salario regular como retención así como un monto de entre $1,000 a $5,000 por asesinato. Sus familias también recibían beneficios monetarios. Si los asesinos eran capturados, la mafia contrataría los mejores abogados para su defensa.

## Fundación y primeras actividades

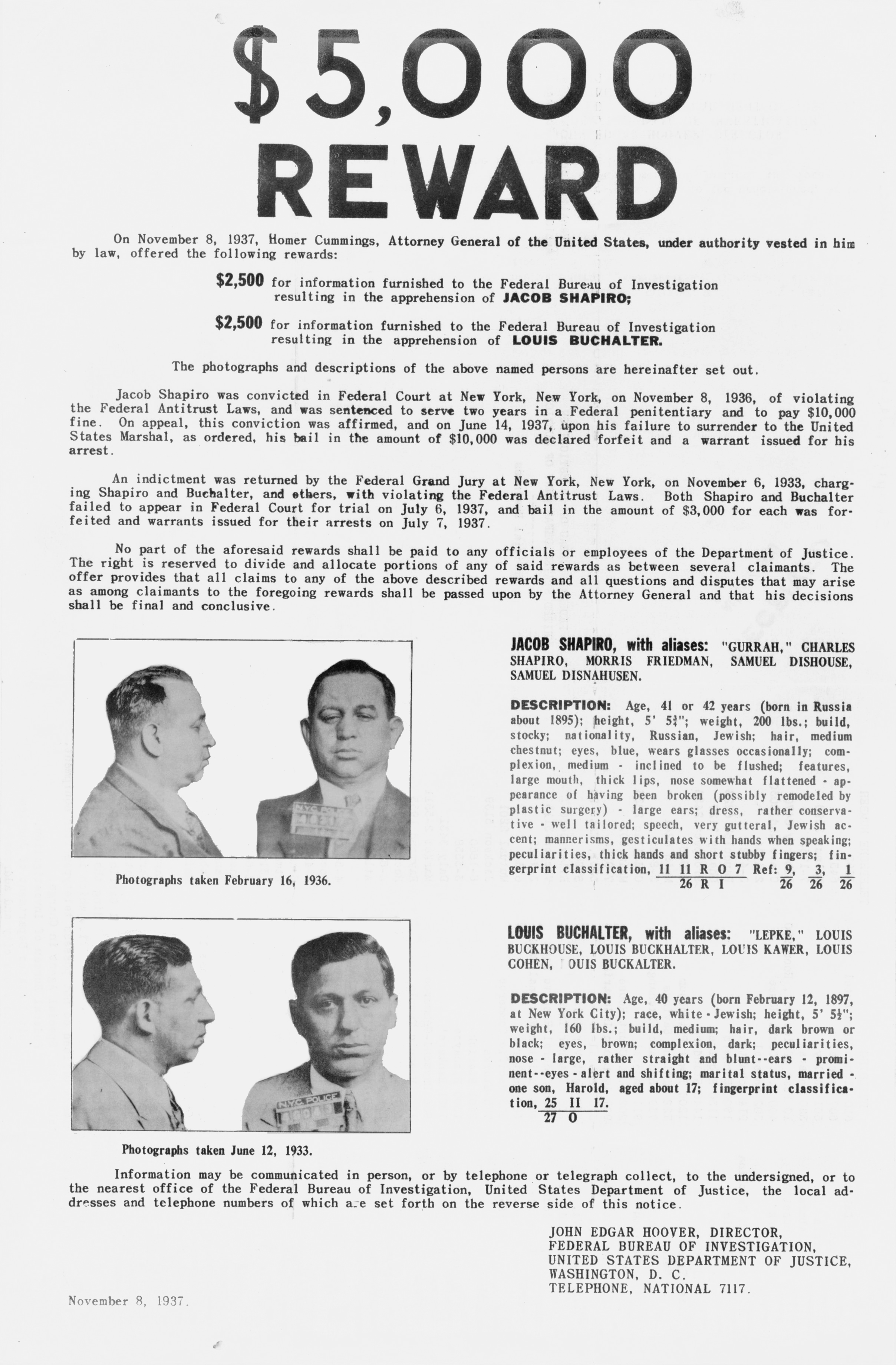
Un cartel de se busca del FBI por Jacob Shapiro y Louis Buchalter (1937)

Murder, Inc. fue creado luego de la formación de la Comisión del Sindicato nacional del crimen, al que respondía en última instancia. Estaba encabezado por el jefe mafioso Louis "Lepke" Buchalter y el subjefe de la familia Mangano Albert Anastasia, pero también tenía miembros de la pandilla de Buchalter en los sindicatos (junto con Tommy "Three-Fingered Brown" Lucchese) así como de otros grupos de Brownsville, Brooklyn, liderados por Martin "Buggsy" Goldstein y Abe "Kid Twist" Reles. Buchalter, en particular, y Joe Adonis ocasionalmente, daban al grupo sus órdenes desde la junta de directores del sindicato. Albert "The Mad Hatter" Anastasia fue el jefe operativa o "Gran señor Verdugo", asistido por el asociado de largo tiempo de Lepke Jacob "Gurrah" Shapiro.
En 1932, Abe Wagner informó sobre el sindicato del crimen a la policía. Él huyó a Saint Paul, Minesota, y adoptó un disfraz para evadir la persecución. Dos asesinos, George Young y Joseph Schafer, lo encontraron y le dispararon pero fueron luego aprehendidos. Bugsy Siegel no pudo liberarlos.
En los años 1930, Buchalter utilizó Murder, Inc. para matar testigos y sospechosos de ser informantes cuando estaba siendo investigado por el fiscal Thomas Dewey. En un caso el 11 de mayo de 1937, cuatro asesinos mataron y desaparecieron al usurero George Rudnick bajo la sospecha de que era informante. El 1 de octubre de 1937, ellos dispararon e hirieron seriamente al ex asociado de Buchalter Max Rubin. Rubin había desobedecido las órdenes de Buchalter de abandonar la ciudad y "desaparecer" para evitar ser citado como testigo contra Buchalter. Tres supuestas víctimas de Murder, Inc. en 1935 fueron Morris Kessler y los hermanos Louis y Joseph Amberg.

### Asesinato de Dutch Shultz
Probablemente su víctima más conocida fue Dutch Schultz, quien había desafiado abiertamente al sindicato. En octubre de 1935, Schultz insistió en mandar matar a Dewey, quien lideraba un esfuerzo para detener a los mafiosos. La junta del sindicato lo contradijo. Temían que el asesinato de Dewey podría incitar la indignación pública y resultara en una campaña aún mayor para cerrar sus garitos. Schultz dijo que él ignoraría la decisión de la junta y mataría a Dewey él mismo. La junta decidió que necesitaban actuar de inmediato y matar a Schultz antes de que éste matase a Dewey. Entonces, en un cambio de rumbo, Buchalter actualmente salvó la vida de Dewey, lo que permitió que este continuara con sus esfuerzos para detener a Buchalter. Esto llevó a Shapiro a sugerir años después que Schultz debió ser permitido de matar a Dewey aunque en su momento él apoyó la decisión de la junta. 
Los sicarios Mendy Weiss y Charles Workman recibieron el encargo de matar a Schultz. El 24 de octubre de 1935, ellos rastrearon a Schultz y sus asociados Otto Berman, Abe Landau, y Lulu Rosenkrantz y les dispararon en el Palace Chop House en Newark, Nueva Jersey. Berman, Landau, y Rosenkrantz murieron casi de inmediato mientras Schultz se aferró a la vida hasta el día siguiente. Mientras Workman se quedó atrás para asegurar que habían completado su asignación y dispararle a Schultz en el baño de hombres del restaurante, Weiss escapó de la escena con su chofer de Murder, Inc. Seymour Schechter.
Furioso por haber sido abandonado, Workman tuvo que regresar hasta Brooklyn a pie. Un día o dos después, Workman presentó una queja ante la junta contra Weiss y Schechter. Aunque él sólo había seguido las órdenes frenéticas de Weiss de hui sin esperar a Workman, el desafortunado Schechter terminó recibiendo el castigo, convirtiéndose él mismo en una víctima de Murder, Inc. poco después. En 1944, Weiss terminó en la silla eléctrica por otro asesinato. Workman eventualmente fue juzgado por el estado de Nueva Jersey por el asesinato de Schultz y pasó 23 años en prisión.

## Final
En enero de 1940, el criminal profesional e informante de la policía Harry Rudolph fue detenido como testigo material en el asesinato del gánster menor de 19 años Alex Alpert. Alpert fue disparado en la espalda en una esquina en Brownsville, Brooklyn, el 25 de noviembre de 1933. Mientras estuvo en custodia, Rudolph habló con el fiscal de distrito de Brooklyn William O'Dwyer. Con el testimonio de Rudolph, O'Dwyer aseguró las acusaciones por asesinato en primer grado contra Abe Reles, Martin Goldstein y Anthony Maffetore.
Luego de que los tres fueran acusados, O'Dwyer entendió del fiscal especial John Harlan Amen que Rudolph había supuestamente recibido una oferta de un soborno de $5,000 de parte de otro prisionero para que, en nombre del sindicato, "pusiera a Reles y Goldstein en la calle". O'Dwyer afirmó que cuando Maffetore supo del soborno para ayudar a liberar a Reles y Goldstein y luego de varias charlas con el detective de Nueva york John Osnato, decidió convertirse en testigo del gobierno. El detective Osnato habló con Maffetore incluso aunque había trabajado con Rudolph previamente y no le dio mucho crédito a su historia ya que Rudolph había sido pagado para informar en otros casos que resultaron falsos.
Eventualmente, Maffetore decidió cooperar, señalando que no estuvo involucrado en el asesinato de Alpert, pero que fue el conductor en seis asesinatos de pandilleros. Maffetore entonces convenció a Abraham Levine a hablar. Reles era el siguiente en cooperar con la oficina del fiscal. Luego de que Reles aceptó cooperar, varias acusaciones de asesinatos de primer grado fueron emitidas en Brooklyn, El Bronx, y el condado del norte del estado Sullivan (Catskills). Miembros adicionales de la "Combinación" fueron añadidos a la lista de testigos que cooperaba, incluyendo Albert Tannenbaum, Seymour Magoon, y Sholem Bernstein. El testimonio de Harry Rudolph no se usó en ninguno de los juicios y murió de causas naturales en la enfermería de Rikers Island en junio de 1940. Abe Reles murió al caer de la ventana de su habitación en el Half Moon Hotel en Coney Island el 12 de noviembre de 1941 a pesar de que estuvo con guardia policial. El veredicto oficial señaló que se trató de una muerte accidental, pero el ángulo de su trajectoria sugiere una defenestración.

## Juicios

### Harry Maione y Frank Abbandando
Harry Maione y Frank Abbandando fueron los primeros miembros de la "Combinación" de Brooklyen en ser juzgados por asesinato. En mayo de 1940 se inició el juicio por el asesinato de George "Whitey" Rudnick sucedido el 25 de mayo de 1937 en una playa de estacionamiento con un picahielos. Harry Strauss también fue acusado por el crimen y, antes de aceptar colaborar con el fiscal de distrito, fue separado del juicio. El  15 de mayo de 1940, Abe Reles testificó que Rudnick fue marcado para ser asesinado luego de que Strauss dijo que había obtenido información de que era "un pichón de la policía." Reles también testificó que de que él esperó fuera de la playa de estacionamiento mientras Maione, Abbandando y Strauss estaban adentro con Rudnick. Luego de creyeron que Rudnick estaba muerto, Abbandando lo llamó y convocó a Angelo "Julie" Catalano a la playa de estacionamiento para que los ayude en mover el cadáver. Como Rudnick todavía estaba vivo, Strauss volvió a atacarlo con un picahielo y Maione utilizó un gancho de carnicero para completar el asesinato. Al dia siguiente, Catalano, quien había manejado el automóvil con el cadáver de Rudnick, corroboró la versión de Reles. "Dukey" Maffetore y Abe "Pretty" Levine testificaron que ellos robaron el automóvil que se usó para deshacerse del cadáver. Maione y 14 testigos testificaron que él estuvo con en el funeral de su abuela cuando Rudnick fue asesinado. La funeraria y el embalsamador dijeron que Maione no había estado en el funeral. También, uno de los principales testigos de Maione admitió que había cometido perjurio siguiendo las órdenes del hermano de Maione, a quien temía.
El 23 de mayo de 1940, Maione y Abbandando fueron declarados culpables de asesinato en primer grado, lo que significaba una sentencia obligatoria de muerte en la silla eléctrica. La más alta corte de Nueva York, la Corte de Apelaciones, revocó la declaración de culpabilidad en una decisión de 4 votos contra 3 en diciembre de 1940. El segundo juicio empezó el 10 de marzo de 1941. En un momento del juicio, Maione perdió el control y lanzó un vaso de agua a Reles. Maione y Abbandando fueron declarados culpables de asesinato en primer grado por segunda vez el 3 de abril de 1941 y fueron condenados formalmente a muerte por segunda vez el 14 de abril de 1941. La Corte de Apelaciones confirmó la segunda condena el 8 de enero de 1942. Maione y Abbandando fueron ejectuados en la prisión de Sing Sing el 19 de febrero de 1942.

### Harry Strauss y Martin Goldstein
Harry Strauss y Martin Goldstein fueron juzgados por la estrangulación del 4 de septiembre de 1939 del corredor de apuestas Irving Feinstein, cuyo cadáver fue quemado y dejado en un solar vacío. El juicio empezó en septiembre de 1940 en el que Strauss fingió locura. Abe Reles, el principal testigo de la fiscalía declaró bajo testimonio que Feinstein fue asesinado por órdenes de Albert Anastasia, ya que él supuestamente "engañó" a Vincent Mangano. Reles testificó que él, Goldstein y Strauss lo asesinaron en su casa. La suegra de Reles también testificó que Reles y Strauss le habían pedido un picahielos y un tendedero más temprano ese día, mientras que en la casa escuchó música en alto volumen en la sala. Ella también testificó que había oído a Strauss decir que había sido mordido. El antiguo guardaespaldas/chofer de Goldstein Seymour Magoon corroboró la versión cuando testificó que en la noche del asesinato, Goldstein le contó que él junto con Reles y Strauss habían asesinado a Puggy Feinstein y que poco después del crimen, Goldstein y "Duke" Maffetore quemaron el cadáver. El abogado de Goldstein decidió no presentar defensa. El abogado de Strauss dijo que su cliente estaba loco. Strauss fue brevemente permitido en el banquillo de los testigos pero se negó a jurar y estuvo balbuceando incoherentemente mientras era llevado de vuelta al banquillo de los acusados. Strauss entonces empezó a masticar un pedazo de cuero de un maletín. El 19 de septiembre de 1940, Strauss y Goldstein fueron declarados culpables de asesinato en primer grado y una semana después fueron condenados a muerte en la silla eléctrica. El 24 de abril de 1941, los veredictos contra Strauss y Goldstein fueron confirmados por la Corte de Apelaciones de Nueva York en una decisión de 4 votos sobre 3. Strauss y Goldstein fueron ejecutados en la silla eléctrica el 12 de junio de 1941.

### Charles Workman
Charles Workman fue acusado del asesinato de Dutch Schultz y tres miembros de su pandilla ocurrido el 23 de octubre de 1935 en Nueva Jersey el 27 de marzo de 1940. Workman fue extraditado a Nueva Jersey en abril de 1941. El juicio, que se inició en junio de 1941, se basó en los testimonios de Abe Reles y Albert Tannenbaum como los primeros testigos del bajo mundo contra Workman. El juicio inició con dos testigos del estado, el barman del restaurante y una mujer que estuvo afuera del restaurante que no identificaron a Workman. Al día siguiente, Reles y Tannenbaum dieron sus testimonio implicando a Workman. Luego, una amiga del ganster asesinado Danny Fields, quien fue descrita como una "recaudadora de ingresos" de Lepke, testificó que Workman se presentó en su departamento el día luego del asesinato de Schultz y pidió a Fields que quemara sus ropas. La mujer, quien utilizó un pseudónimo, testificó de que Workman habló abiertamente del asesinato de Schultz y de cómo su cuerpo fue abandonado en el restaurante. La defensa de Workman abrió con el testimonio de Marty Krompier, un asociado cercano a Dutch Schultz quien fue disparado en Manhattan la misma noche en que Schultz fue asesinado en Nueva Jersey. Krompier testificó que Tannenbaum le dijo que él no le disparó porque estaba en Nueva Jersey y asesinó a Schultz. Workman, en medio de su defensa cambió su declaración de "inocente" a "no contiende" luego de que uno de sus principales testigos, el director de una funeraria en Manhattan declaró que Workman fue empleado por él en el momento de la muerte de Schultz y que era el cuñado del asociado de Lepke Danny Fields, revocó su declaración que le daba una coartadaba. Ese mismo día, él fue sentenciado a cadena perpetua. Workman fue liberado bajo palabra el 10 de marzo de 1964 luego de pasar 23 años en prisión.

### Irving Nitzberg
Irving Nitzberg, quien fuera "importado" por la "Combinación" de Brooklyn desde El Bronx, fue puesto en juicio por el asesinato de Albert Shuman ocurrido en Brooklyn el 9 de enero de 1939 basado en el testimonio de tres cómplices, Abe Reles, Albert Tannenbaum y Seymour Magoon. Reles declaró que Shuman fue asesinado porque cooperó con las autoridades que estaban investigando el involucramiento de Lepke en extorsión de sindicatos. Reles también declaró que él ayudó a planear el asesinato de Shuman con Lepke, quien estaba prófugo en esos días, y Mendy Weiss y que Lepke recibió la aprobación de Albert Anastasia para utilizar a una persona que vivía fuera de Brooklyn para que le ayudara con completar la asiganación. Seymour Magoon declaró que él robó el carro utilizado en asesinato bajo órdenes de Reles. Albert Tannenbaum declaró que él fue el conductor que recogió a Nitzberg y Shuman bajo la idea de llevar a cabo un asalto. Nitzberg, quien estaba en el asiento de atrás, le disparó a Shuman dos veces en la nuca cuando Tannenbaum dio la señal acordada. Tannenbaum y Nitzberg luego abandonaron el carro y se unieron a Reles y otro gánster en un carro en el que escaparon de la escena del crimen. Nitzberg fue declarado culpable de asesinato en primer grado el 23 de mayo de 1941 y sentenciado a morir en la silla eléctrica. Sin embargo, el 10 de diciembre de 1941, el veredicto fue revocado en una decisión de 4-3 por la Corte de Apelaciones de Nueva York que cuestionó el uso del testimonio de testigos no compatibles a los que se le prometió clemencia a cambio de apoyar el testimonio de Reles, Tannenbaum y Magoon. Nitzberg jue juzgado por segunda vez en 1942 con el testimonio del entonces fallecido Reles leído al jurado. Nitzberg fue declarado culpable por segunda vez el 12 de marzo de 1942 pero el veredicto fue revocado de nuevo en la Corte de Apelaciones por un voto 4-3 en el que esta también señaló que la acusación era nula toda vez que los únicos testimonios presentados al Gran Jurado eran de cómplices sin corroboración.

### Louis Buchalter, Emanuel Weiss, Louis Capone, Harry Strauss, James Feraco and Philip Cohen

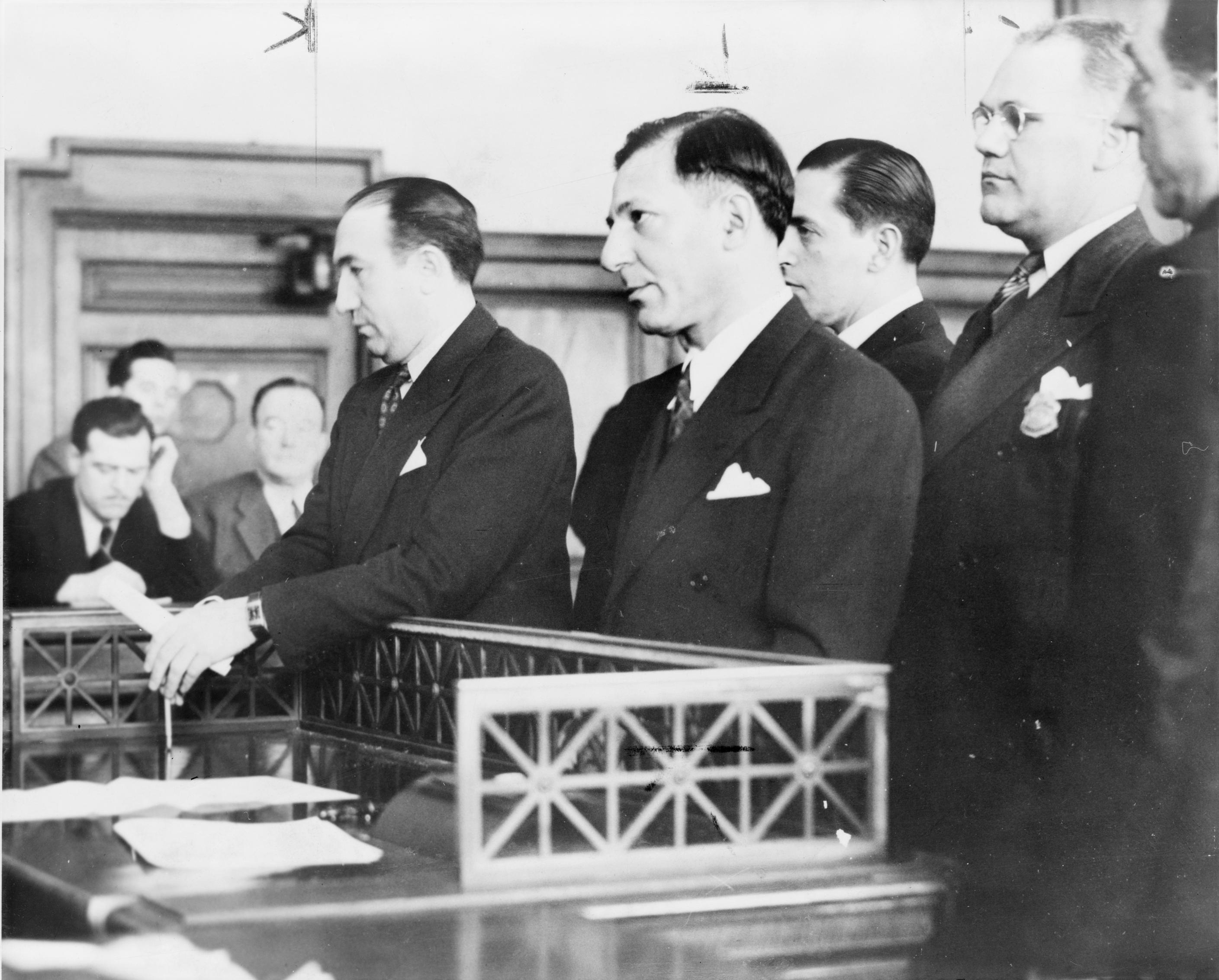
Louis "Lepke" Buchalter, parado frente a la corte durante su lectura de sentencia, 2 de diciembre de 1941

Louis Buchalter, Emanuel Weiss, Louis Capone, Harry Strauss, James Feraco y Philip Cohen fueron acusados por el asesinato del propietario de una tienda de dulces Joe Rosen. Rosen fue asesinado en Brooklyn el 1l3 de septiembre de 1936. Cohen logró que esta acusación de asesinato sea dejado de lado antes del inicio del juicio debido a su condena por un cargo federal de narcotráfico y recibió una condena de 10 años. James Feraco había desaparecido sin dejar rastro y fue presumiblemente asesinado en 1940 o 1941, y Harry Strauss ya había sido ejecutado por el asesinato de Irving Feinstein. La selección del jurado para el juicio se inició en agosto de 1941. Sin embargo, conseguir un jurado para juzgar a Lepke fue difícil. Luego de que varios jurados fueron elegidos finalmente, el juicio empezó en octubre de 1941. El juicio presentó el testimonio de la esposa de Rosen y su hijo, un profesor, y el informante del bajo mundo Sholem Bernstein, quien fue marcado para morir luego de negarse a realizar un asesinato por dinero sobre Irving Cohen, quien huyó a California luego del asesinato de Walter Sage en 1937. Lepke, Weiss y Capone fueron declarados culpables el 30 de noviembre de 1941. La Corte de Apelaciones confirmó las penas de muerte contra Lepke, Weiss y Capone en octubre de 1942 en un voto 4–3. La Corte Suprema de los Estados Unidos se negó a conocer la apelación de Lepke en febrero de 1943. En marzo de 1943, la Corte Suprema revocó su decisión anterior y entró a conocer el caso. La Corte Suprema confirmó el fallo en junio de 1943. Antes de que Lepke pudiera ser ejecutado, el estado de Nueva York necesitaba que el gobierno federal entregara a Lepke quien estaba cumpliendo una sentencia de 14 años en una prisión federal. Lepke siguió apelando su condena de manera vigorosa en Nueva York y fue transferido de la custodia federal. Lepke, Weiss y Capone fueron ejecutados en la prisión de Sing Sing el 4 de marzo de 1944.

### Vito Gurino
Vito "Socko" Gurino fue buscado para interrogarlo por el asesinato en Brooklyn como el miembro asignado para eliminar testigos contrarios a la "Combinación". Primero, Gurino intentó silenciar un pequeño gánster y testigos por el asesinato de George Rudnick. La policía recogió a Angelo "Julie" Catalano de las calles de Brooklyn poco después de que su fianza fuera pagada por el sindicato cuando Gurino intentó convencerlo de "esconderse" en Long Island. Varios días después, Gurino utilizó un contacto, el corrupto auxiliar del sheriff del condado de Queens William Cassele, para entrar en la prisión civil del condado la noche del 29 de marzo de 1940. Cassele entonces forzó a Joseph "Joe the Baker" Liberto, quien estaba detenido como testigo material en el asesinato de George Rudnick, que se reunieran con Gurino. Según Liberto, fue empujado contra la pared en su celda y amenazado de muerte si cooperaba con el fiscal de distrito. Liberto fue llevado a custodia poco después de que un conocido lo trasladara a una granja en Long Island. Liberto rápidamente se escapó por la ventana pensando que iba a ser asesinado. Gurino, quien se escondía en Nueva Jersey durante gran parte de 1940, fue arrestado el 12 de septiembre de 1940, en la iglesia del ángel guardián de Manhattan, gritando histéricamente porque temía por su vida. Poco después de ser arrestado, Gurino confesó tres asesinatos del sindicato y dijo haber estado implicado en cuatro más. In March 1942, Gurino pleaded guilty to three murders. En abril de 1942, Gurino fue sentenciado a 80 años de prisión. Murió de una enfermedad cardíaca el 22 de abril de 1957 en el Hospital Dannemora para Criminales Insanos.

### Jacob Drucker and Irving Cohen
Jacob Drucker e Irving Cohen fueron juzgados separados por el asesinato del mafioso Walter Sage en las Catskills. Sage fue asesinado con un picahielo y tenía el bastidor de una máquina tragamonedas atado a su cuerpo, el que fue encontrato en el Lago Swan el 31 de julio de 1937. Luego del asesinato, creyendo que él también iba a ser asesinado, Cohen huyó a California para tener pequeños papeles en películas. Fue identificado dons años después por el principal testigo de la fiscalía, Abraham Levine, quien lo vio como extra en la película de 1939 Golden Boy. Según Levine, Sage estaba en un carro con Cohen y Drucker cuando fue apuñalado 32 veces con un picahielos mientras Levine y Harry Strauss los seguían en otro carro. Durante el asalto y la pelea, Drucker hirió a Cohen una vez en el brazo cuando Sage tomó el timón y estrelló el carro. Levine también testificó que observó a Drucker limpiando el picahielos antes de ayudar a deshacerse del cuerpo. Cohen testificó en su propia defensa señalando que Levine lo había herido con el picahielos mientras caminaba rumbo a casa desde un casino. Cohen declaró que fue asaltado por Levine y otro hombre por órdenes de Drucker ya que se negó a pagar el 25% de sus ganancias en un juego de azar que él operaba. Cohen fue absuelto el 21 de junio de 1940. Drucker, quien era sospechoso de cuatro asesinatos en las Catskills, estuvo prófugo por tres años hasa que el FBI lo ubicó en Delaware. Drucker fue declarado culpable de asesinato en segundo grado el 5 de mayo de 1944 y recibió una sentencia de entre 25 años y de por vida. Drucker murió en la prisión de Attica en enero de 1962.

### Jack Parisi
Jack "the Dandy" Parisi fue absuelto de los asesinatos del oficial del sindicato de camioneros Morris Diamond en Brooklyn y del ejecutivo musical Irving Penn en el Bronx. Penn fue asesinado por un error de identidad ya que el verdadero objetivo era Philip Orlofsky, un oficial del sindicato de cortadores quien salió de su casa temprano para afeitarse el día que sus asesinos lo esperaban. Parisi estuvo prófugo por 10 años hasta que fue capturado en Pensilvania en 1940. Albert Tannenbaum fue traído desde Atlanta, donde se reportó que vivía, para testificar para la fiscalía. Un cómplice en el asesinto de Penn, Jacob "Kuppy" Migden, quien proveyó la identificación equivocada de Penn y que también había estado prófugo por varios años, se declaró culpable de tentativa de asesinato en primer grado y fue sentenciado a un periodo de entre 5 a 10 años. Cada uno de los juicios por asesinato de Parisi terminó con absolución cuando los jueces emitieron un veredicto de no culpabilidad debido a la falta de evidencia ya que los testigos de la fiscalía eran cómplices. Murió en su casa de causas naturales el 27 de diciembre de 1982, a la edad de 85 años.

### Otros
Max "the Jerk" Golob fue acusado junto a Frank Abbandando por asesinato en primer grado en contra del gánster John "Spider" Murtha ocurrido el 3 de marzo de 1935. Con poca evidencia más que el testimonio de la compañía feminina de Murtha, se le permitió declararse culpable de ataque en segundo grado y recibió una sentencia a un término máximo de cinco años.
Sidney "Fats" Brown fue el sujeto de una acusación por asesinato en primer grado en el Condado de Sullivan, Nueva York. La acusación fue desestimada luego de la muerte de Abe Reles, el único testigo. Brown nunca fue arrestado y la identidad de la víctima nunca fue revelada.

## Luego de los juicios
Con varios de sus miembros ejecutados o presos, Murder, Inc. desapareció en unos pocos años.
- En 1942, Duke Maffetore y Pretty Levine recibieron sentencias suspendidas luego de declararse culpables del robo de un automóvil utilizado en un asesinato de pandillas.[120]
- En junio de 1944, el teniente de la NYPD John Osnato, quien convenció a Duke Maffetore a cooperar con el fiscal de distrito de Brooklyn, se retiró luego de 28 años en la fuerza policial. El 25 de noviembre de 1945, murió de un mal cardiaco con sólo 55 años.[121]
- En 1949, Philip Cohen fue asesinado, varios meses después de ser liberado de la prisión federa. Había cumplido 7 años de su condena de 10 por narcotráfico.[122]
- En octubre de 1950, Anthony Maffetore de 37 años fue arrestado por robo como miembro de un esquema de robo de autos. El 7 de marzo de 1951, desapareció, no asistió a una citación en la corte del condado de Queens y fue presumiblemente asesinado.[123]
- El 25 de octubre de 1957, Albert Anastasia, llamado en la prensa como el "Señor Verdugo de Murder Inc.", fue asesinado en la barbería del Park Sheraton Hotel, en Manhattan.[124] Poco después del asesinato de Anastasia, los criminales organizados de la costa este celebraron una reunión en Apalachin, Nueva York, para distribuirse los garitos de Anasatasia según las fuerzas de la ley.[125][126][127][128]

## Miembros
1. Louis "Lepke" Buchalter - cabecilla
2. Albert Anastasia, sucedió a Buchalter en el mando de la Banda Murder, Inc. Posteriormente fue jefe y líder de la "Familia criminal Gambino" desde 1951 hasta 1957, cuando fue asesinado.
3. Aniello Dellacroce.
4. Bugsy Siegel, Fundador y líder de la banda
5. Abe Reles
6. Philip Kovolick, Líder Chantajista de la Banda y Narcotraficante
7. Martin Goldstein.
8. Harry Strauss.
9. Louis Capone.
10. Albert Tannenbaum.
11. Seymour Magoon.
12. Harry Maione.
13. Emanuel Weiss.
14. Hyman Holtz.
15. Jacob Shapiro.
16. Frank Abbandando.
17. Louis Cohen.
18. Frankie Carbo.
19. Lou Kravitz.
20. Samuel Levine.
21. Joe Adonis.

## En la cultura popular
Moda
- El nombre Murder, Inc' se mostró en la casaca de cuero del miembro de la tripulación de un B-17 de las Fuerzas Aéreas del Ejército de los Estados Unidos que fue derribado sobre la Alemania nazi el 26 de noviembre de 1943. La casaca fue fotografiada y circuló alrededor del mundo por obra del ministro de propaganda Joseph Goebbels y Adolf Hitler, quien condenó el uso del "lenguaje gansteril" en el uniforme de un soldado.[129][130]

Películas
- En la caricatura de Merrie Melodies tristemente célebre por su iconografía negra, Coal Black and de Sebben Dwarfs (1943), la Reina Malvada ordena a Murder Inc. que desaparezcan a la protagonista. Cuando Murder Inc. llega su vehículo dice "Desaparecemos a cualquier $1.00. Enanos—1⁄2 de precio. Japoneses—GRATIS."
- La película de la Twentieth Century Fox Murder, Inc. (1960), fue escrita por Irve Tunick y Mel basada en el ibro de Burton Turkus y Sid Feder, protagonizada por Stuart Whitman, Henry Morgan, y Peter Falk, y fue dirigida por Stuart Rosenberg.
- La película The Enforcer (1951), protagonizada por Humphrey Bogart y basada en los juicios de Murder Inc. con opiniones de Burton Turkus.[131]
- En la película del 2014 Fury, protagonizada por Brad Pitt y Shia LaBeouf, hay un tanque M4A4 Sherman llamado Murder Inc.

Música
- "Murder Incorporated" es una canción de Bruce Springsteen de su álbum Greatest Hits (1995). La canción fue grabada originalmente en 1982 en las sesiones del álbum Born in the U.S.A. pero no se utilizó para el mismo.
- Murder Inc. Records, fundado por Irv Gotti, está nombrado por este colectivo criminal .

Televisión
- En la serie de televisión del 2017 S.W.A.T., Tre (interpretado por Amin Joseph) un sicario profesional nombra su actual servicio como Murder LLC en honor a Murder, Inc.
- En el episodio In the Name of the Grandfather (2010) de Los Simpson, el Abuelo reclama a la familia por olvidarse de visitarlo diciendo: "Estaba tan solo como Estes Kefauver en una reunión de Murder Incorporated." La familia lo mira inexpresiva y él responde: "¡Eso, en realidad, tiene sentido! ¡Búsquenlo!"
- En la serie de televisión del 2020 Penny Dreadful: City of Angels Murder, Inc. es referido como la organización a la que pertenece el personaje recurrente Benny Berman. Meyer Lansky es referido por su nombre.
- En el show de TV The West Wing el padre de Toby Ziegler es mostrado como un exmiembro de Murder Inc.

Libros
- Murder Inc – The Story of the Syndicate (1951), Burton Turkus y Sid Feder[131]